# Longtown (Oklahoma)
Longtown é uma Região censo-designada localizada no estado norte-americano de Oklahoma, no Condado de Pittsburg.

## Demografia
Segundo o censo norte-americano de 2000, a sua população era de 2397 habitantes.

## Geografia
De acordo com o United States Census Bureau tem uma área de
93,4 km², dos quais 68,7 km² cobertos por terra e 24,7 km² cobertos por água. Longtown localiza-se a aproximadamente 189 m acima do nível do mar.

## Localidades na vizinhança
O diagrama seguinte representa as localidades num raio de 20 km ao redor de Longtown.